# Persoonlijke-assistentiebudget
Het persoonlijke-assistentiebudget (kortweg PAB) is een bevoegdheid van het Vlaams Agentschap voor Personen met een Handicap (VAPH). Het persoonlijke-assistentiebudget is een manier van directe financiering van de zorg. Het PAB is een som geld tussen ongeveer 8000 en 41.000 euro per jaar (jaarlijkse indexering). Personen met een beperking kunnen een PAB aanvragen bij het VAPH. Elke persoon met een handicap heeft recht op zo'n PAB, maar men moet wel zelf de aanvraag doen.
Het budget is een individueel budget en wordt toegekend op basis van de nood en behoefte van de persoon met de handicap. Met dit budget kan de persoon met de handicap zelf beslissen (binnen bepaalde grenzen) hoe hij zich het beste kan laten ondersteunen. Zo kan hij bijvoorbeeld assistenten in dienst nemen die hem helpen bij doordeweekse activiteiten zoals verplaatsingen, hygiëne of boodschappen. Maar ook hulp op school of op het werk, huishoudelijke taken, hulp bij administratie, begeleiding bij het sporten e.d. kunnen bij het takenpakket van een persoonlijk assistent horen.
Heel wat personen doen een beroep op een interimkantoor voor het vinden van een geschikte assistent. Anderen gaan te rade bij een budgethoudersvereniging. Het interimkantoor helpt de budgethouder om zijn administratie over te nemen door bijvoorbeeld de contracten op te maken, het loon van de assistenten uit te betalen en het opvolgen van vakantiegeld en eindejaarspremie. Indien de budgethouder de assistenten zelf vast in dienst neemt, gebeurt dit via een sociaal secretariaat.
Uitgaven in kader van het persoonlijke-assistentiebudget worden strikt gecontroleerd door het VAPH. Personen met een PAB dienen dus verantwoording af te leggen bij de besteding van het budget.
In tegenstelling tot andere voorzieningen (elektrische rolstoel, taxidienst, individuele bijstand bij ADL-activiteiten etc.) die afzonderlijk moeten worden aangevraagd, verhoogt dit systeem de zelfbeschikking en de onafhankelijkheid van de persoon met de handicap. Hulpmiddelen en hulp in voorzieningen kunnen tot nader order nog altijd niet aangekocht worden binnen het PAB.
Het systeem werd begin 2000 ingevoerd en kent inmiddels zo'n succes dat er wachtlijsten bestaan. Er werken in Vlaanderen bijna 1800 mensen met een PAB. Zij zijn PAB-houders, ook wel 'budgethouders' genoemd. De wachtlijst voor het persoonlijke-assistentiebudget bleef in 2010 aanzienlijk oplopen, met meer dan 5500 personen.
Het PAB is een Vlaamse bevoegdheid van het ministerie van Welzijn. Momenteel zijn in Wallonië gesprekken gaande om een soortgelijk systeem op te richten.

## Persoonsvolgend budget
Vlaams minister van welzijn Jo Vandeurzen breidt het principe van het persoonlijk-assistentiebudget uit. Vanaf 1 april 2016 is het dan van toepassing op alle hulp voor gehandicapten als "persoonsvolgende financiering".
De overheidssubsidie gaat dan niet meer naar de instelling die gehandicapten helpt, maar naar de gehandicapte zelf die kiest waar hij het best geholpen wordt. Elke gehandicapte krijgt een "basisondersteunend budget" van 300 euro, en afhankelijk van de aard van de handicap en de daarmee samenhangende nood aan ondersteuning een aanvullend "persoonsvolgend budget".

Het Vlaams Agentschap voor Personen met een Handicap (VAPH) blijft bevoegd om het geheel te sturen en te controleren.